# Plikenštejn
Plikenštejn (též německy Plickenstein, Plykenstein či Blöimstoan) je zaniklý opevněný objekt na skále nad údolím Lobezského potoka jihozápadně od Krudumu. Obvykle bývá řazen mezi tvrze, ale byl označen také jako hrad.
Lokace opevněné tvrze či hradu byla dlouho záhadou. Potvrdil ji až archeologický průzkum roku 1993.

## Historie

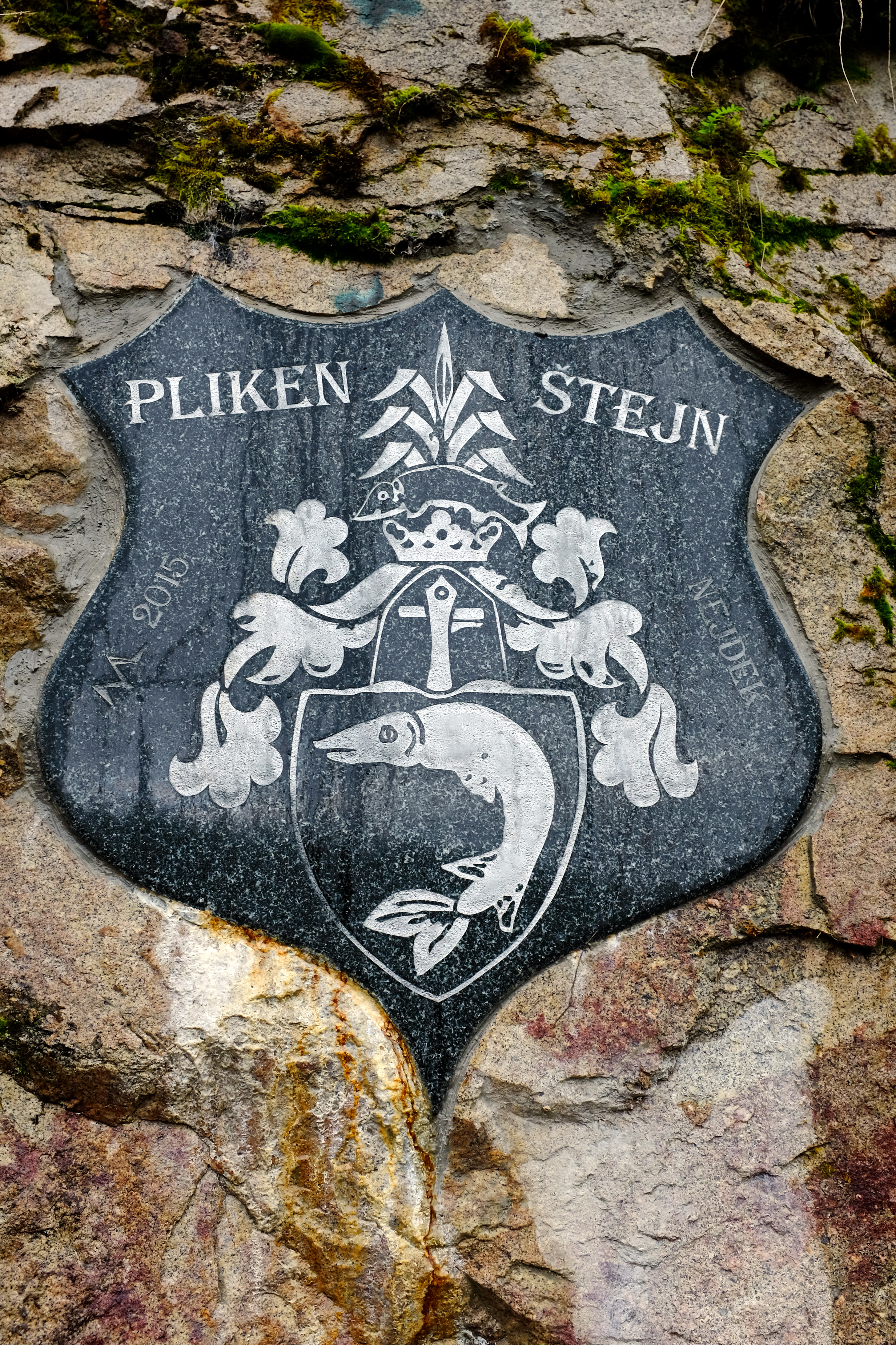
Erb Pliků na skále hradu Plikenštejn

Přesný rok založení není znám. Pravděpodobně k tomu došlo v rozmezí let 1250, kdy začala kolonizace území mezi hradem Kynžvart a hradem Plikenštejn, a 1300, kdy Konrád Plik z Plikenštejnu založil Nejdek. Je ovšem také možné, že k jeho založení došlo už v první polovině 13. století.
Konrád Plik roku 1335 zemřel a majetek rozdělil mezi své syny Petra a Alberta. Petr Plik v roce 1340 získal od Jana Lucemburského v léno hrad Nejdek a dvě obce v jeho okolí. V roce 1341 pak ve Velkém lenním listě uvádí, že získal veškerý otcův majetek – tedy i doly na rudu cínu a práva na její těžbu. V urbáři Tepelského kláštera z roku 1340, je pak zápis o zakoupení obce Jindřichovice Petrem Plikem od opata Benedy. V té době byli majiteli obce Konrád a Jan Štumpfové z Hroznětína, kteří si ve smlouvě vymohli možnost odkupu dolů kdykoliv zpět. Této možnosti však nikdy nevyužili. Jako svědek je pak na listině uveden Albert Plik z Plikenštejna, sezením v Nové Roli. V roce 1406 ztratili Plikové Nejdek, který přešel do rukou krále.
O historii vlastního hradu Plikenštejn toho víme o něco méně. Plikové o něj pravděpodobně přišli kolem roku 1360, kdy jej podle Augusta Sedláčka vlastnili páni z Kynžvartu. V 16. století se po něm pravděpodobně psali Šnoblové z Plikenštejna. Zajímavé je, že Sedláček ve svém díle hrad nedokázal či si ho netroufl lokalizovat. O něco více informací máme z knihy Miloslava Bělohlávka. Ten navíc uvádí, že v letech 1360 a 1390 jej jako léno vlastnili Plikové. K tomu jej také lokalizuje, když hrad (uváděný jako tvrz) umístil 10 km na jihovýchod od Sokolova, do Slavkovského lesa, okolí Vranova na východ od Rovné. Bližší informace nenajdeme ani v knize Antonína Profouse Místní jména v Čechách. Na rozdíl od většiny hradů, kde chybí přímé písemné zprávy, však historii Plikenštejna můžeme zjistit podle historie rodu, který se po něm psal, tedy Pliků.
V roce 1389 v 1. lenní knize Leuchtenberků (dnes v Královském bavorském archivu) se objevuje záznam, který se později dostal také do knihy Heimatsbuch Frohnau a z něhož vycházel i August Sedláček. Tehdy jej jako léno (od Leuchtenberků) spolu s obcí Rovná a polovinou obce Vranov vlastnili páni z Kynžvartu – respektive Engehart, Vítek, Humprecht a Jaroslav. Druhou polovinu Vranova a dvůr Plikenštejn získal v léno Albert Plik.
Stejně jako je nejasný rok vzniku, neznáme ani přesný rok zániku hradu. V roce 1389 je ve spisech Humprechta z Kynžvartu označován jako pustý, ale zároveň je v nich uvedeno, že jeho majitel, Albert Plik, sídlil na rodinném hawsu – hrádku nedaleko Vranova. V roce 1390 se objevuje v Dvorní knize Leuchtenberků hrádek Plichenstein u Vranova. V roce 1538 veškerý majetek přešel na Heinricha z Plavna. V roce 1542 získal bývalé leuchtenberské majetky hrabě Jeroným Šlik. V zápisu majetku ze dne 10. května téhož roku se pak objevují Lauterbech, Ebmet, Frohnaw a Blickenstein u Fronaw.
Dne 4.6.2016 byla na hradní skálu upevněna kamenná deska s rodovým erbem Pliků. Desku s erbem vytvořil Milan Litavský z Nejdku jako poděkování Plikům za založení města Nejdek.

## Stavební podoba
Hrad byl na západní straně chráněn třemi příkopy. Hradní jádro bylo dlouhé pouhých deset metrů. Archeologicky v něm byla doložena kamenná zástavba.